# 岡山県道79号佐伯長船線
岡山県道79号佐伯長船線（おかやまけんどう79ごう さえきおさふねせん）は、岡山県和気郡和気町から瀬戸内市に至る県道（主要地方道）である。

## 概要
和気郡和気町佐伯と瀬戸内市長船町長船を結ぶ。

### 路線データ
- 起点：岡山県和気郡和気町佐伯（岡山県道53号御津佐伯線交点）
- 終点：岡山県瀬戸内市長船町長船（長船交差点、国道2号交点）
- 総延長：17.55 km[要出典]
- 実延長：17.52 km[要出典]
- 異常気象時通行規制区間：あり

## 歴史
- 1993年（平成5年）5月11日 - 建設省から、県道沢原佐伯線・県道町苅田熊山線の一部・県道熊山停車場線の一部・県道長船和気線の一部が佐伯長船線として主要地方道に指定される[1]。
- 1994年（平成6年）4月1日 - 岡山県告示第250号により認定される。
- 2004年（平成16年）11月1日 - 邑久郡の全3町が対等合併して瀬戸内市が発足したことに伴い終点の地名表記が変更される（邑久郡長船町長船→瀬戸内市長船町長船）。
- 2005年（平成17年）3月7日 - 瀬戸町を除く赤磐郡に属する町が対等合併して赤磐市が発足する。
- 2006年（平成18年）
  - 2月22日 - 本路線のバイパスとして位置付けられている美作岡山道路のうちの熊山IC（赤磐市可真下（かましも）） - 佐伯IC（和気郡和気町小坂）間4.8 kmが開通する。[要出典]

※本路線のバイパスと位置付けられているのは瀬戸JCT - 佐伯IC間。
  - 3月1日 - 和気郡佐伯町・和気町が対等合併して改めて和気郡和気町が発足したことに伴い起点の地名表記が変更される（和気郡佐伯町佐伯→和気郡和気町佐伯）。
- 2007年（平成19年）1月22日 - 赤磐郡瀬戸町が岡山市に編入される。

## 路線状況

### 重複区間
- 岡山県道403号町苅田熊山線（赤磐市沢原 - 赤磐市松木・松木交差点）

### 道路施設

#### 橋梁
- 熊山橋（赤磐市河田原 - 赤磐市千躰（せんだ）間、吉井川、延長：345 m）

## 地理

### 通過する自治体
- 和気郡和気町
- 赤磐市
- 岡山市（東区）
- 備前市
- 瀬戸内市

### 交差する道路
| 交差する道路                                                            | 市町村名 | 市町村名 | 交差する場所   | 交差する場所      |
| ----------------------------------------------------------------------- | -------- | -------- | -------------- | ----------------- |
| 岡山県道53号御津佐伯線                                                  | 和気郡   | 和気町   | 佐伯           | 起点              |
| 岡山県道403号町苅田熊山線 重複区間起点                                  | 赤磐市   | 赤磐市   | 沢原           |                   |
| 岡山県道・兵庫県道96号岡山赤穂線 岡山県道403号町苅田熊山線 重複区間終点 | 赤磐市   | 赤磐市   | 松木           | 松木交差点        |
| 岡山県道395号和気熊山線                                                 | 赤磐市   | 赤磐市   | 千躰（せんだ） |                   |
| 岡山県道254号可真上万富停車場線                                         | 赤磐市   | 赤磐市   | 弥上           | [ 注釈 1 ]        |
| 岡山県道179号万富停車場弓削線                                           | 岡山市   | 東区     | 瀬戸町弓削     |                   |
| 国道2号 国道250号 重複                                                  | 瀬戸内市 | 瀬戸内市 | 長船町長船     | 長船交差点 / 終点 |

### 交差する鉄道
- 山陽本線

### 沿線
- 学び館「サエスタ」
- カントリークラブ桃太郎
- 赤磐市立熊山病院
- 赤磐市役所熊山支所
- JR西日本山陽本線 熊山駅
- 岡山白陵中学校・高等学校
- 麒麟麦酒岡山工場（対岸）
- 備前長船刀剣博物館
- 吉井川
- 和気清麻呂の碑

### 峠
- 大成峠（和気郡和気町父井原）